# Kubja longipes
Kubja longipes är en stekelart som beskrevs av Subba Rao 1984. Kubja longipes ingår i släktet Kubja och familjen dvärgsteklar. Inga underarter finns listade i Catalogue of Life.